# 오미촌
오미촌(일본어: 麻績村)은 일본 나가노현 히가시치쿠마군의 촌이다.

## 지리
나가노현 주신 지구, 홋코쿠니시 가도를 따라 위치하고 과거에는 오미주쿠가 설치되어 있었다. 마을 내에는 히지리산이 있고 에치고의 고승인 히지리가 이 산에서 수행을 했던 데에서 이름이 유래하였다. 이후에도 몇 개의 사원이 건립되었다.

## 역사
- 1875년 1월 20일 - 지쿠마군 오미촌, 히나타촌이 성립하였다.
- 1875년 2월 18일 - 지쿠마현 지쿠마군 히나타촌이 성립하였다.
- 1876년 8월 21일 - 나가노현에 소속되었다.
- 1879년 1월 4일 - 군구정촌편제법 시행으로 히가시치쿠마군에 소속되었다.
- 1889년 4월 1일 - 정촌제 시행으로 오미촌 단독으로 자치체를 형성하였다.
- 1956년 9월 30일 - 히가시치쿠마군 오미촌, 히나타촌이 합병해 새로운 오미촌이 되었다.

## 인구
| 연도 | 인구  | ±%     |
| ---- | ----- | ------ |
| 1940 | 4,819 | —      |
| 1950 | 5,855 | +21.5% |
| 1960 | 5,080 | −13.2% |
| 1970 | 4,512 | −11.2% |
| 1980 | 4,016 | −11.0% |
| 1990 | 3,622 | −9.8%  |
| 2000 | 3,347 | −7.6%  |
| 2010 | 2,971 | −11.2% |

## 교통

### 철도
- 동일본 여객철도 시노노이선

### 도로
- 나가노 자동차도
- 국도 403호선